# Barrettali
Barrettali (en cors Barrettali) és un municipi de Còrsega, al departament de l'Alta Còrsega. L'any 2007 tenia 159 habitants.

## Demografia
| 1962 | 1968 | 1975 | 1982 | 1990 | 1999 | 2007 |
| ---- | ---- | ---- | ---- | ---- | ---- | ---- |
| 230  | 232  | 186  | 145  | 138  | 131  | 159  |

## Administració
| Període | Identitat      | Partit | Qualitat |  |
| ------- | -------------- | ------ | -------- |  |
| 2001-   | Antony Hottier |        |          |  |

## Personatges il·lustres
- Jean-Pierre Santini, escriptor i nacionalista.
- Ange Leccia, pintor, fotògraf i cineasta